# 龍福院 (台東区)
龍福院（りゅうふくいん）は、東京都台東区にある真言宗智山派の寺院。

## 歴史
1611年（慶長16年）または1704年（宝永元年）、法印如桂によって開山されたといわれているが定かではない。慶長説の場合、元々は「谷寺町」という場所にあったが、1644年（正保元年）に現在地へ移転したという。
もとは大塚護持院の末寺（現在の宗派では真言宗豊山派に相当）であったが、現在は真言宗智山派に属している。墓地には彫刻家・石川光明の眠る先祖累代の墓がある。

## 交通アクセス
- 新御徒町駅より徒歩5分（経路案内）。